# Masivul Podu Calului
Masivul Podu Calului  este un masiv montan situat în Carpații de Curbură, ce aparține de lanțul muntos al Carpaților Orientali. Cel mai înalt pisc este Vârful Podu Calului, având 1.439 m.